# 9.º distrito local de Baja California
El 9.º distrito electoral local de Baja California es uno de los 17 distritos electorales en los que se encuentra dividido el territorio del estado de Baja California. Su cabecera es Tijuana.
Desde el proceso de redistritación de 2015, está situado en la mancha urbana de la ciudad, va desde la frontera con Estados Unidos y abarca parte de la delegación municipal Otay Centenario y Centro.

## Distritaciones anteriores

### Distritación 1962
En 1962 se crea el 9.º distrito local para las elecciones de ese año. El distrito correspondía en ese  entonces al municipio de Ensenada. 

### Distritación 1968
Para las elecciones de 1968, el distrito se mueve a la capital del estado, Mexicali.

### Distritación 1971
Tres años después, de nueva cuenta es trasladado, ahora al municipio de Tijuana, abarcando la zona histórica de la ciudad, conocida como Zona Centro.

## Diputados electos
| Municipio | Legislatura | Diputado                         | Partido |
| --------- | ----------- | -------------------------------- | ------- |
| Ensenada  | IV          | Francisco Figueroa Méndez        |         |
| Ensenada  | V           | Vicente Huerta Ramírez           |         |
| Mexicali  | VI          | Bertha Coronado de Cortés        |         |
| Tijuana   | VII         | Martiniano Valdez Escobedo       |         |
| Tijuana   | VIII        | Juan Villalpando Cuevas          |         |
| Tijuana   | IX          | Fausto Cedillo López             |         |
| Tijuana   | X           | René Treviño Arredondo           |         |
| Tijuana   | XI          | Gilberto Portugal Martínez       |         |
| Tijuana   | XII         | Antonio Salgado Ruffo            |         |
| Tijuana   | XIII        | Cuauhtémoc Cardona Benavides     |         |
| Tijuana   | XIV         | César Alejandro Monraz Sustaita  |         |
| Tijuana   | XV          | Salvador Morales Riubi           |         |
| Tijuana   | XVI         | Miguel Delfín Castro             |         |
| Tijuana   | XVII        | José Antonio Araiza Regalado     |         |
| Tijuana   | XVIII       | Gilberto Daniel González Solís   |         |
| Tijuana   | XIX         | Gloria María Loza Galván         |         |
| Tijuana   | XX          | Fausto Zarate Zepeda             |         |
| Tijuana   | XXI         | Miriam Josefina Ayón Castro      |         |
| Tijuana   | XXII        | Mónica Hernández Álvarez         |         |
| Tijuana   | XXIII       | Carmén Leticia Hernández Carmona |         |
| Tijuana   | XXIV        | Marco Antonio Salinas Blásquez   |         |
| Tijuana   | XXV         | Eligio Valencia López            |         |